# Eduard Engelmann

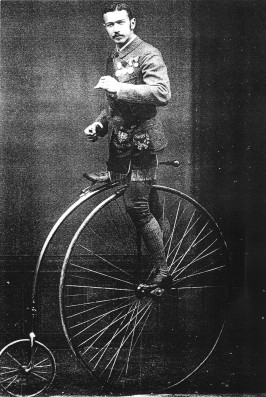
Eduard Engelmann.

Eduard Engelmann, född 14 juli 1864 i Wien, död där 31 oktober 1944, var en österrikisk konståkare och cyklist. Han vann EM i konståkning tre år i följd: 1892–1894. Han var domare i konståkning under olympiska vinterspelen 1928 i Sankt Moritz.